# Bretagne Classic Ouest–France 2022
86. ročník jednodenního cyklistického závodu Bretagne Classic Ouest–France se konal 28. srpna 2022 ve Francii. Vítězem se stal Belgičan Wout van Aert z týmu Team Jumbo–Visma. Na druhém a třetím místě se umístili Francouz Axel Laurance (B&B Hotels–KTM) a Dán Alexander Kamp (Trek–Segafredo). Závod byl součástí UCI World Tour 2022 na úrovni 1.UWT a byl dvacátým osmým závodem tohoto seriálu.

## Týmy
Závodu se zúčastnilo všech 18 UCI WorldTeamů a 6 UCI ProTeamů. Alpecin–Deceuninck a Arkéa–Samsic dostaly automatické pozvánky jako nejlepší UCI ProTeamy sezóny 2021,, první jmenovaný tým však svou pozvánku zamítl. Třetí nejlepší UCI ProTeam sezóny 2021, Team TotalEnergies, pak dostal také automatickou pozvánku. Každý tým přijel se sedmi závodníky, Oliviero Troia (UAE Team Emirates) však neodstartoval, na start se tak postavilo 167 jezdců. Do cíle v Plouay dojelo 139 z nich.
UCI WorldTeamy
- AG2R Citroën Team
- Astana Qazaqstan Team
- Bora–Hansgrohe
- Cofidis
- EF Education–EasyPost
- Groupama–FDJ
- Ineos Grenadiers
- Intermarché–Wanty–Gobert Matériaux
- Israel–Premier Tech
- Lotto–Soudal
- Movistar Team
- Quick-Step–Alpha Vinyl
- Team Bahrain Victorious
- Team BikeExchange–Jayco
- Team DSM
- Team Jumbo–Visma
- Trek–Segafredo
- UAE Team Emirates

UCI ProTeamy
- Arkéa–Samsic
- Bardiani–CSF–Faizanè
- Bingoal Pauwels Sauces WB
- B&B Hotels–KTM
- Team TotalEnergies
- Uno-X Pro Cycling Team

## Výsledky
| Pořadí | Jezdec                 | Tým                                | Čas        |
| ------ | ---------------------- | ---------------------------------- | ---------- |
| 1      | Wout van Aert (BEL)    | Team Jumbo–Visma                   | 6h 04' 22" |
| 2      | Axel Laurance (FRA)    | B&B Hotels–KTM                     | + 0"       |
| 3      | Alexander Kamp (DEN)   | Trek–Segafredo                     | + 0"       |
| 4      | Arnaud De Lie (BEL)    | Lotto–Soudal                       | + 0"       |
| 5      | Filippo Fiorelli (ITA) | Bardiani–CSF–Faizanè               | + 0"       |
| 6      | Biniam Girmay (ERI)    | Intermarché–Wanty–Gobert Matériaux | + 0"       |
| 7      | Oliver Naesen (BEL)    | AG2R Citroën Team                  | + 0"       |
| 8      | Benjamin Thomas (FRA)  | Cofidis                            | + 0"       |
| 9      | Toms Skujiņš (LAT)     | Trek–Segafredo                     | + 0"       |
| 10     | Andrea Piccolo (ITA)   | EF Education–EasyPost              | + 0"       |